# Yeni Burdurspor
Yeni Burdurspor (früher Burdurspor) ist ein Fußballverein aus der südwesttürkischen Provinzhauptstadt Burdur. Die Mannschaft spielt derzeit in der Antalya Amatör Süper Lig.
Der Verein wurde im Jahr 2008 nach dem Abstieg in die Amateurliga von Burdurspor in Yeni Burdur Gençlikspor umbenannt (Fusion der Vereine Burdurspor und Gençlikspor). Zwei Jahre später wurde er in Yeni Burdurspor umbenannt, dessen Name bis heute beibehalten wurde.

## Geschichte
Der Verein wurde im Jahre 1968 unter dem Namen Burdurspor gegründet.
Nach der Fusion spielte der Verein vier Jahre lang in der Antalya Amatör Lig und schaffte 2004 den Aufstieg in die vierthöchste Spielklasse. Hier spielte der Verein insgesamt vier Jahre und stieg dann wiederum in die Amateurligen ab.

## Ligazugehörigkeit
- 1. Liga: -
- 2. Liga: 1981–1986
- 3. Liga: 1968–1973, 1986–1989
- 4. Liga: 1989–2001, 2004–2008
- regionale Amateurliga: 1973–1981, 2001–2004, seit 2008